# Scott Wilson
William Delano "Scott" Wilson (29 tháng 3 năm 1942 – 6 tháng 10 năm 2018) là một nam diễn viên người Mỹ. Ông được biết đến nhiều nhất qua vai diễn trong series phim The Walking Dead.

## Danh sách phim

### Điện ảnh
| Năm  | Tên                                        | Vai                     | Ghi chú |
| ---- | ------------------------------------------ | ----------------------- | ------- |
| 1967 | In the Heat of the Night                   | Harvey Oberst           |         |
| 1967 | In Cold Blood                              | Richard Hickock         |         |
| 1969 | Castle Keep                                | Corporal Clearboy       |         |
| 1969 | The Gypsy Moths                            | Malcolm Webson          |         |
| 1971 | The Grissom Gang                           | Slim Grissom            |         |
| 1972 | The New Centurions                         | Gus                     |         |
| 1973 | Lolly-Madonna XXX                          | Thrush                  |         |
| 1974 | The Great Gatsby                           | George Wilson           |         |
| 1976 | The Passover Plot                          | Judah                   |         |
| 1979 | La Ilegal                                  | Police Officer          |         |
| 1980 | The Ninth Configuration                    | Captain Billy Cutshaw   |         |
| 1983 | The Right Stuff                            | Scott Crossfield        |         |
| 1984 | A Year of the Quiet Sun                    | Norman                  |         |
| 1984 | Downstream                                 | Mitch                   |         |
| 1985 | The Aviator                                | Jerry Stiller           |         |
| 1986 | Blue City                                  | Percy Kerch             |         |
| 1987 | Malone                                     | Paul Barlow             |         |
| 1989 | Johnny Handsome                            | Mikey Chalmette         |         |
| 1990 | The Exorcist III                           | Dr. Temple              |         |
| 1990 | Young Guns II                              | Governor Lew Wallace    |         |
| 1990 | La Cruz de Iberia                          | Johnson                 |         |
| 1991 | Femme Fatale                               | Dr. Beaumont            |         |
| 1991 | Pure Luck                                  | Frank Grimes            |         |
| 1993 | Geronimo: An American Legend               | Redondo                 |         |
| 1993 | Flesh and Bone                             | Elliot                  |         |
| 1995 | Tall Tale                                  | Zeb                     |         |
| 1995 | Judge Dredd                                | Pa Angel                |         |
| 1995 | Dead Man Walking                           | Chaplain Farley         |         |
| 1995 | The Grass Harp                             | Eugene Fenwick          |         |
| 1995 | Mother                                     | Dr. Chase               |         |
| 1996 | Shiloh                                     | Judd Travers            |         |
| 1997 | G.I. Jane                                  | Captain Salem           |         |
| 1997 | Our God's Brother                          | Albert Chmielowski      |         |
| 1998 | Clay Pigeons                               | Sheriff Dan Mooney      |         |
| 1998 | Puraido: Unmei no Toki                     | Joseph B. Keenan        |         |
| 1999 | Shiloh 2: Shiloh Season                    | Judd Travers            |         |
| 1999 | The Debtors                                |                         |         |
| 2000 | South of Heaven, West of Hell              | Clete Monroe            |         |
| 2000 | The Way of the Gun                         | Hale Chidduck           |         |
| 2001 | The Animal                                 | Mayor                   |         |
| 2001 | Pearl Harbor                               | General George Marshall |         |
| 2002 | Bark!                                      | Harold                  |         |
| 2002 | Coastlines                                 | Pa Mann                 |         |
| 2002 | Don't Let Go                               | Hershel Ray Stevens     |         |
| 2003 | Monster                                    | Horton/Last "John"      |         |
| 2003 | The Last Samurai                           | Ambassador Swanbeck     |         |
| 2005 | Junebug                                    | Eugene Johnsten         |         |
| 2006 | Come Early Morning                         | Lowell Fowler           |         |
| 2006 | Open Window                                | Eddie                   |         |
| 2006 | Saving Shiloh                              | Judd Travers            |         |
| 2006 | The Host                                   | US Doctor in Morgue     |         |
| 2006 | Behind the Mask: The Rise of Leslie Vernon | Eugene                  |         |
| 2006 | The Sensation of Sight                     | Tucker                  |         |
| 2007 | The Heartbreak Kid                         | Boo                     |         |
| 2007 | Big Stan                                   | Warden Gasque           |         |
| 2009 | Saving Grace B. Jones                      | Reverend Potter         |         |
| 2009 | Bottleworld                                | Murray                  |         |
| 2009 | For Sale by Owner                          | Dr. Banks               |         |
| 2010 | Radio Free Albemuth                        | President Fremont       |         |
| 2010 | The Walking Dead Series                    | Hershel Greene          |         |
| 2011 | Dorfman                                    | Winston Cooke Sr.       |         |
| 2017 | Hostiles                                   | Cyrus Lounde            |         |